# Antônia da Encarnação Xavier
Antônia da Encarnação Xavier (Vila de São José, batizada em 12 de abril de 1721 - Fazenda do Pombal, 1755 com testamento aberto em 01/12), foi uma agropecuarista, administradora rural e mãe de 7 filhos. Em 30 de junho de 1738 casou-se com Domingos da Silva Santos, seu único marido.  Seu quarto filho, Joaquim José da Silva Xavier, ficou conhecido na História pelo nome de Tiradentes, personagem da Inconfidência Mineira. Faleceu em 1755, com 34 anos.

## Vida
Nascida de pais portugueses (Domingos Xavier Fernandes e Maria de Oliveira Colaça) imigrantes em São Paulo, casou-se aos 17 anos com Domingos da Silva Santos, então com 40 anos. Juntos, fundaram a Fazenda do Pombal, onde desenvolveram exploração de pecuária e mineração de ouro, no auge do seu ciclo, chegando a contar com 36 escravos (três vezes a média local). A fazenda possuía senzalas, paiol e uma capela. Devota da Ordem da Terceira Capela de São Francisco e das irmandades do Santíssimo Sacramento e das Almas, a capela possuía vários objetos e imagens religiosas de valor considerável, contrastando com o estilo de vida rústico da moradia. Antônia e seu marido sabiam ler e escrever e ambos valorizavam a erudição na educação dos filhos. Em 1751, após ter sido acometida de uma enfermidade junto com seu marido, Antônia firmou um testamento para os filhos. Mas ela se recuperou e teve mais uma filha em 1754, falecendo no ano seguinte, em 1755.

## Legado

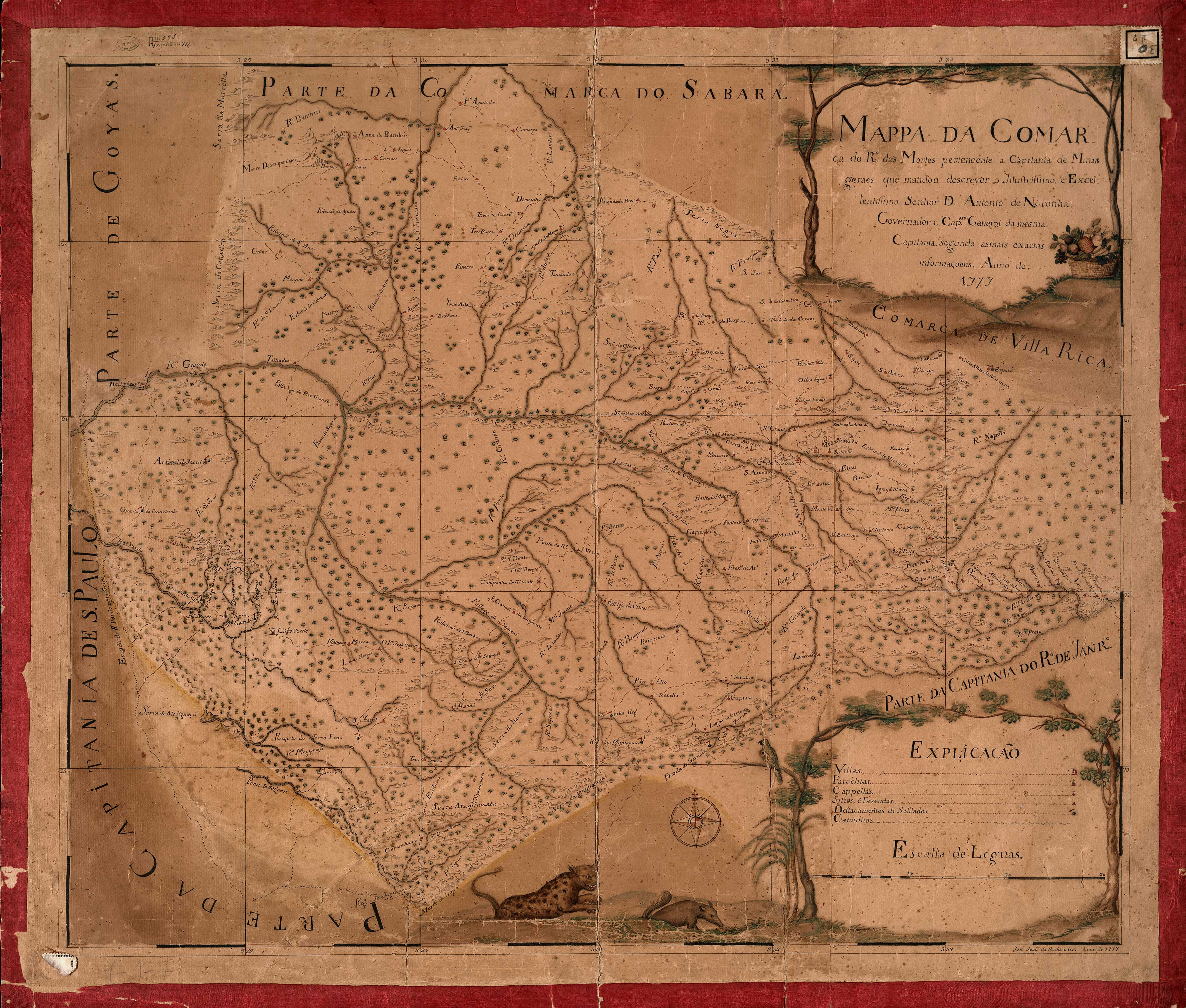
Mapa cartográfico da Comarca do Rio das Mortes.

Na ocasião de seu falecimento, deixou espólio avaliado em dez contos e quatrocentos e oitenta mil réis. Coube ao seu marido e filhos seguirem na administração das propriedades construídas em vida. 
Deixou sete filhos: 
1. Domingos da Silva Xavier
2. Maria Victoria de Jesus Xavier
3. Antônio da Silva dos Santos
4. Joaquim José da Silva Xavier
5. José da Silva Santos
6. Eufrázia Maria da Conceição
7. Antônia Rita de Jesus Xavier[3]